# 1358 Gaika
1358 Gaika eller 1935 OB är en asteroid i huvudbältet som upptäcktes 21 juli 1935 av den sydafrikanske astronomen Cyril V. Jackson i Johannesburg. Det har fått sitt namn efter en ledare i Sydafrika.
Asteroiden har en diameter på ungefär 22 kilometer.